# لويس أ. مكارثر
لويس أ. مكارثر (بالإنجليزية: Lewis Ankeny McArthur)‏ هو كاتب أمريكي، ولد في 27 أبريل 1883 في ذا داليس في الولايات المتحدة، وتوفي في 8 نوفمبر 1951 في بورتلاند في الولايات المتحدة.